# Montemignaio
Montemignaio és un municipi situat al territori de la província d'Arezzo, a la regió de la Toscana, (Itàlia).
Montemignaio limita amb els municipis de Castel San Niccolò, Pelago, Pratovecchio, Reggello i Rufina.

## Galeria

Posició de Montemignaio a la prov. d'Arezzo